# Neastacilla kurilensis
Neastacilla kurilensis är en kräftdjursart som beskrevs av Oleg Grigor'evich Kussakin 1974. Neastacilla kurilensis ingår i släktet Neastacilla och familjen Arcturidae. Inga underarter finns listade i Catalogue of Life.